# Vyšné Wahlenbergovo pleso
Vyšné Wahlenbergovo pleso je ledovcové jezero v nejvyšším stupni Furkotské doliny ve Vysokých Tatrách na Slovensku. Má rozlohu 5,1655 ha. Je 335 m dlouhé a 222 m široké. Dosahuje maximální hloubky 20,6 m. Jeho objem činí 392 078 m³. Leží v nadmořské výšce 2157 m a je jedním z nejvýše položených jezer v Tatrách. Je pojmenované po švédském botanikovi Göranu Wahlenbergovi.

## Okolí
Na západě se nad jezerem zvedají stěny Kozího chrbátu s Liptovskou vežou a Ostrou. Na severu je Furkotské sedlo a Furkotský štít zakončuje celé údolí. Na východě je Bystré sedlo.

## Vodní režim
Jezero nemá žádný povrchový přítok ani odtok. Přes skalní práh odtéká voda především pod povrchem do níže položených jezer (Sedielkové a Soliskové pliesko) a dále do Nižného Wahlenbergova plesa. Náleží k povodí Bieleho Váhu. Rozměry jezera v průběhu času zachycuje tabulka:
| Rok     | Měření prováděl         | Rozloha ha | Délka m | Šířka m | Hloubka max.m | Objem m³ |
| ------- | ----------------------- | ---------- | ------- | ------- | ------------- | -------- |
| 1930    | J. Schaffer, F. Stummer | 4,962      | 357     | 206     | 21,1          | [ 2 ]    |
| 1961–67 | pracovníci TANAPu       | 5,180      | 335     | 222     | 20,0          | [ 2 ]    |
| 2005    | Gregor, Pacl            | 5,1655     | [ 2 ]   | [ 2 ]   | 20,6          | 392 078  |

V roce 1911 jezero rozmrzlo jen na 10 dní. Na konci 20. století bylo bez ledu průměrně 50 dní v roce.

## Přístup
Přístup je možný pěšky, a to pouze v letním období od 16. června do 31. října. Na východě vede kolem jezera  žlutá turistická značka do Bystré lávky traverzem svahu Veľkého Soliska. Přístup je možný:
- ze Štrbského Plesa po  žluté turistické značce přes Mlynickou dolinu na Bystrou lávku a poté dolů k plesu (3–3,5 hodiny)
- ze Štrbského Plesa po  červené tatranské magistrále na východ na Rázcestie pod Furkotskou dolinou a dále
  - po  žluté turistické značce přes Rázcestie pod Soliskom kolem Nižného Wahlenbergova plesa k plesu (2,5–3 hodiny)
- ze Štrbského Plesa po  modré turistické značce kolem Chaty pod Soliskom na Rázcestie pod Soliskom a dále
  - po  žluté turistické značce kolem Nižného Wahlenbergova plesa k plesu (3–3,5 hodiny)
- ze Štrbského Plesa sedačkovou lanovkou na Chaty pod Soliskom a dále
  - po  modré turistické značce na Rázcestie pod Soliskom a dále
    - po  žluté turistické značce kolem Nižného Wahlenbergova plesa k plesu (1,5–2 hodiny)